# Jannali
 (novembre 2019).
Jannali est une banlieue du sud de Sydney, dans l'État de Nouvelle-Galles du Sud, en Australie. Jannali est situé à 28 kilomètres au sud du quartier central des affaires de Sydney, dans la zone du gouvernement local du comté de Sutherland. La majorité de l'utilisation des terres à Jannali est résidentielle et la réserve de brousse, tandis que la banlieue est coupée par la ligne de chemin de fer nord-sud. La majorité des entreprises de Jannali sont situées à proximité de la gare de la banlieue. 

## Histoire

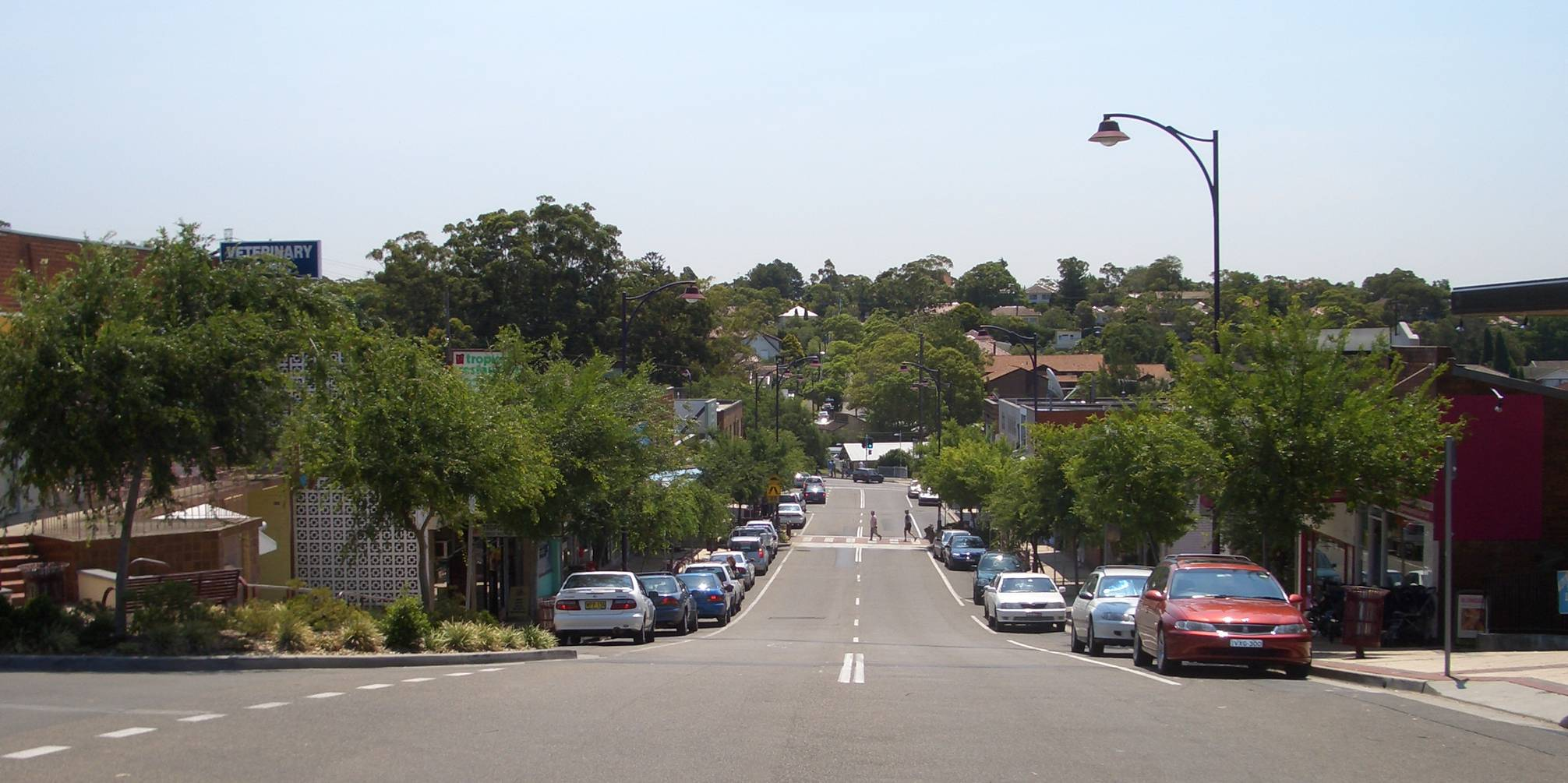
Box Road, Jannali regardant vers l'ouest vers le bas la bande commerçante

Jannali est un mot aborigène, qui signifie la place de la Lune, provenant d'une langue inconnue telle qu'enregistrée par George Thornton. Le mot de langue Dharug pour la Lune est 'yanada', et Jannali peut être une anglicisation alternative de ceci. 
La région a commencé à se développer avec l'arrivée de la ligne de chemin de fer en 1884. Cependant, la gare de Jannali n'a été construite qu'en 1931. Le ministère des Chemins de fer a payé pour la construction de la gare et des rampes tandis que le conseil municipal a payé pour le pont routier sur la ligne à l'extrémité sud de la gare. Cela a attiré les résidents de la banlieue et beaucoup plus de maisons ont été construites après la Seconde Guerre mondiale lorsque des blocs de terre ont été offerts aux militaires retournés. 
Jannali avait un centre de squash de 10 courts entre 1978 et 2001. Le bâtiment a été démoli et des bureaux et des appartements construits sur le site. Pendant l'existence du centre de squash, le Jannali Squash Club, qui a loué des terrains au centre, a produit de nombreux joueurs de première année et, au milieu des années 1980, il était considéré comme le plus grand squash club de Sydney et l'un des plus forts d'Australie. 

## Transport
La gare de Jannali se trouve sur la ligne Illawarra du réseau Sydney Trains. L'accès à la plate-forme pour les trains en direction de la ville et la billetterie ferroviaire se fait à partir de l'avenue Janalli, tandis que l'accès à la plate-forme pour les trains en direction sud est au large de Railway Crescent. 
Les autobus de Transdev NSW (routes 967 et 968) relient Jannali à Miranda, Oyster Bay, Kareela, Como West et Bonnet Bay.

## Entreprises commerciales et communautaires
Les magasins et les entreprises commerciales offrent une large gamme de services à la communauté Jannali. La plupart sont centrés sur le principal centre de transport de la gare et le pont sur la ligne de chemin de fer. Ce pont constitue le seul lien entre les parties est et ouest de la communauté Jannali. 
Alors que la majorité des entreprises sont situées du côté est de la ligne de chemin de fer, c'est-à-d.- le long de Railway Crescent et De Box Road, d'autres entreprises sont situées dans la rue White (au large de Railway Crescent). Un petit groupe d'entreprises est situé sur l'avenue Jannali, du côté ouest de la ligne de chemin de fer, tout comme le Centre des ressources autochtones Kurranulla du Sutherland Shire Council et la salle communautaire. 

## Parcs
Les rues résidentielles disposent de nombreuses maisons, unités et réserves locales qui contiennent une diversité de la flore et la faune. La réserve de Jannali est une grande zone de loisirs à la frontière ouest. Les terrains de jeux de la région comprennent charles Orwin Reserve (2 Davey Street, Jannali) et Alice Street Reserve (8 Alice Street, Jannali). 

## Éducation
La banlieue compte trois écoles publiques : le lycée Jannali, l'école publique Jannali et l'école publique Jannali East. Le jannali High School a été créé en 1992 à partir de la fusion de Jannali Girls' High School (1953) et Jannali Boys' High School (1956). Jannali East primaire a ouvert en 1956. 
Le St George and Sutherland Community College (SGSCC) est situé dans l'ancienne école secondaire Jannali Girls. SGSCC a plus de 40 employés et gère une gamme de cours, y compris les loisirs, les compétences professionnelles, le handicap, international, l'entraînement en âge scolaire, l'anglais, y compris les cours au diplôme au certificat IV niveaux.

## Églises
Jannali Anglican Church, Jannali Uniting Church, Jannali Presbyterian Church, Jannali Congregational Church, Seechange Community Church. 

## Sport
L'équipe locale de football est Le club de soccer junior de Como-West-Jannali, basé à Jannali Oval. Jannali a également un club de baseball connu sous le nom de «Comets», basé sur les terrains de jeu à Soldiers Rd. L'équipe locale de rugby à XIII est les Crocodiles de Côme-Jannali qui sont basés à Scylla Bay Oval à Proximité de Côme.
Dans le cadre du boom de Squash à la fin des années 1970, le 30 octobre 1978, un nouveau centre de squash à la fine pointe de la technologie a été ouvert par un député local. Maurie Keane au 48-54 Railway Crescent. Le centre comprenait 10 courts de squash de compétition, un gymnase et un thérapeute sportif en dessous. Le centre a fermé en 2001, le boom du squash ayant pris fin depuis longtemps, mais pendant son temps, le Jannali Squash Club est devenu l'un des plus forts du pays, remportant plusieurs hommes et femmes de première année et atteignant parfois plus de 200 membres de jeu de Jannali et les banlieues voisines. 

## Population
Lors du recensement de 2016, il y avait 6 184 personnes à Jannali. 75,4% des personnes sont nées en Australie. Les pays de naissance les plus communs suivants étaient l'Angleterre 4,0 %, et la Chine 2,2 %. 82,8 % des gens ne parlaient que l'anglais à la maison. Parmi les autres langues parlées à la maison, mentionnons le mandarin (1,9 %). Les principales réponses pour l'appartenance religieuse ont été catholiques 27,2%, No Religion 26,9% et Anglican 20,1%. Le revenu hebdomadaire médian des ménages de 1 784 $ était supérieur au chiffre national de 1 438 $.